# Charles Gates Dawes
Charles Gates Dawes [čárls gejts dóz] (27. srpna 1865, Marietta, Ohio, USA – 23. dubna 1951, Evanston, Illinois, USA) byl americký politik a bankéř.
V roce 1924 byl předsedou dohodové repatriační komise. Dne 9. dubna 1924 předložil plán na úpravu německých válečných reparací i německé finanční politiky. Dawesův plán byl v roce 1924 na londýnské konferenci schválen a platil do roku 1929. V letech 1925–1929 zastával post viceprezidenta USA. Poté byl vyslán do Anglie jako velvyslanec. Charles Gates Dawes obdržel v roce 1925 Nobelovu cenu míru.